# 辉煌的十年
《辉煌的十年》是人民日报出版社于1960年为总结中华人民共和国建国10年以来的成就出版的文集，收录了65篇1959年下半年中国主要政治人物对过去十年的总结性文章。全书共50万字，按成就所属领域共分为10个单元。平装版分上下两册，精装版合为一册。

## 单元
全书共收纳了65篇文章，依据领域分为导言、工业、人民公社与农业、经济、文体与科技、社会主义改造、方针、人民、外交、未来十个部分，各部分文章均辑录自党和国家领导人、着名民主人士和科学工作者为报刊发表的文章。导言部分的5篇文章分别为刘少奇、周恩来、林彪、邓小平、宋庆龄为国内外报刊杂志之所作。

## 收录文章列表
| 主题           | 题目                                           | 作者   |
| -------------- | ---------------------------------------------- | ------ |
| 导言           | 马克思列宁主义在中国的胜利                     | 刘少奇 |
| 导言           | 伟大的十年                                     | 周恩来 |
| 导言           | 高举党的总路线和毛泽东军事思想的红旗阔步前进   | 林彪   |
| 导言           | 中国人民大团结和世界人民大团结                 | 邓小平 |
| 导言           | 中国的解放——中苏友谊——人类向未来的跃进         | 宋庆龄 |
| 工业           | 论我国社会主义建设的大跃进                     | 李富春 |
| 工业           | 高速度发展的我国钢铁工业                       | 王鹤寿 |
| 工业           | 为高速度发展煤炭工业而奋斗                     | 张霖之 |
| 工业           | 十年来的机械工业                               | 赵尔陆 |
| 工业           | 水利和电力建设的大跃进                         | 傅作义 |
| 工业           | 铁路十年                                       | 吕正操 |
| 工业           | 高举总路线的红旗加速发展交通事业               | 王首道 |
| 工业           | 邮电通信网伸向祖国各地                         | 朱学范 |
| 工业           | 高速度地进行建设                               | 刘秀峰 |
| 工业           | 我国地质工作的光辉道路                         | 何长工 |
| 工业           | 轻工业在总路线光辉照耀下飞跃发展               | 李烛尘 |
| 工业           | 纺织工业光辉的十年                             | 蔣光鼐 |
| 工业           | 高速度发展化学工业的道路                       | 吴黎平 |
| 工业           | 为促进生产力高速发展和改善职工生活而奋斗的十年 | 马文瑞 |
| 人民公社与农业 | 人民公社是我国社会发展的必然产物               | 李井泉 |
| 人民公社与农业 | 论人民公社的所有制和分配制度                   | 陈正人 |
| 人民公社与农业 | 十年来农业战线的光辉成就                       | 廖鲁言 |
| 人民公社与农业 | 高举红旗，大搞水利运动                         | 李葆华 |
| 人民公社与农业 | 农业“八字宪法”的形成与发展                     | 刘瑞龙 |
| 经济           | 中华人民共和国十年财政的伟大成就               | 李先念 |
| 经济           | 十年来的商业                                   | 姚依林 |
| 经济           | 粮食战线的辉煌成就                             | 沙千里 |
| 经济           | 十年来的金融事业                               | 曹菊如 |
| 经济           | 十年来我国的对外贸易                           | 叶季壮 |
| 经济           | 十年来苏联和东欧兄弟国家对我国的技术援助       | 李强   |
| 文体与科技     | 科学战线上的巨大胜利                           | 郭沫若 |
| 文体与科技     | 十年来我国科学技术事业的发展                   | 聂荣臻 |
| 文体与科技     | 新中国社会主义文化艺术的辉煌成就               | 沈雁冰 |
| 文体与科技     | 我国教育事业的大革命和大发展                   | 杨秀峰 |
| 文体与科技     | 十年来的卫生工作                               | 李德全 |
| 文体与科技     | 爱国卫生运动的辉煌成就                         | 徐运北 |
| 文体与科技     | 新中国医学科学的辉煌成就                       | 黄家驷 |
| 文体与科技     | 飞跃前进的我国体育事业                         | 荣高棠 |
| 文体与科技     | 我国原子能的和平利用正在大踏步迈进             | 钱三强 |
| 社会主义改造   | 中国农业的社会主义改造                         | 邓子恢 |
|                | 我国国民经济的社会主义改造                     | 薛暮桥 |
| 方针           | 在总路线的光辉照耀下为军事工作的继续跃进而奋斗 | 贺龙   |
|                | 十年来革命同反革命的斗争                       | 罗瑞卿 |
|                | 不断发展我国各民族的大团结                     | 乌兰夫 |
|                | 我国民族政策的伟大胜利                         | 汪锋   |
| 人民           | 中国共产党是中国人民建设社会主义的最高统帅     | 刘澜涛 |
|                | 中国工人在党的领导下奋勇跃进                   | 刘宁一 |
|                | 中国青年的共产主义教育                         | 胡耀邦 |
|                | 党的总路线照耀着我国妇女彻底解放的道路         | 蔡畅   |
| 国际意义       | 为世界和平和人类进步事业而奋斗的十年           | 陈毅   |
| 国际意义       | 中国人民胜利的国际意义                         | 王稼祥 |
| 国际意义       | 中国人民反对帝国主义斗争的伟大胜利             | 于兆力 |
| 国际意义       | 团结在社会主义阵营的旗帜下奋勇前进             | 张香山 |
| 国际意义       | 团结在社会主义阵营的旗帜下奋勇前进             | 叶蠖生 |
| 国际意义       | 团结在社会主义阵营的旗帜下奋勇前进             | 刘克明 |
| 国际意义       | 世界人民大团结万岁！                           | 乔冠华 |
| 未来展望       | 欢呼新中国建国十周年！                         | 李济深 |
| 未来展望       | 光辉和伟大的十年                               | 程潜   |
| 未来展望       | 第一个十年伟大而光辉的成就                     | 张治中 |
| 未来展望       | 在光辉的毛泽东旗帜下不断前进！                 | 沈钧儒 |
| 未来展望       | 中华人民共和国建国十年来的巩固与发展           | 黄炎培 |
| 未来展望       | 在自我改造道路上前进的十年                     | 陈叔通 |
| 未来展望       | 在党和毛泽东的旗帜下继续跃进                   | 王绍鏊 |
| 未来展望       | 伟大的祖国，光辉的十年                         | 季方   |
| 未来展望       | 社会主义的祖国万岁                             | 陈其尤 |
| 未来展望       | 沿着又红又专的道路前进                         | 许德珩 |
| 未来展望       | 翻天覆地的十年                                 | 徐萌山 |